# Verkhnenazàrovskoie
Verkhnenazàrovskoie - Верхненазаровское (rus) - és un poble de la República d'Adiguèsia, a Rússia. Es troba a 19 km al sud-est de Krasnogvardéiskoie i a 53 km al nord-oest de Maikop, la capital de la república. Pertany al municipi de Sadóvoie.